# Acordulecera insignis
Acordulecera insignis – gatunek błonkówki z rodziny Pergidae.

## Taksonomia
Gatunek ten został opisany w 1903 roku przez Friedricha Konowa pod nazwą Acorduleceros insignis. Jako miejsce typowe podano Vilcanota w Peru. Lektotyp (samiec) został wyznaczony w 1990 roku przez Davida Smitha. 

## Zasięg występowania
Ameryka Południowa, znany jedynie z Peru.